# Kamasi Washington
Kamasi Washington, né le 18 février 1981 à Los Angeles, est un saxophoniste de jazz américain, jouant généralement du saxophone ténor.

## Biographie
Fils d'enseignants de musique (son père, Rickey Washington, est flûtiste et saxophoniste. Kamasi Washington le fait jouer notamment lors du fearless movement Europe tour) , il est élevé à Inglewood en Californie et est diplômé de l'Alexander Hamilton High School de Los Angeles. Il suit des cours d'ethnomusicologie à l'Université de Californie, où il rencontre Kenny Burrell, Billy Higgins et Gerald Wilson avec qui il commence à jouer.
En 2004, il réalise l'album Young Jazz Giants. Il est le saxophoniste de nombreux artistes comme : Wayne Shorter, Herbie Hancock, Horace Tapscott, Gerald Wilson, Lauryn Hill, Nas, Snoop Dogg, George Duke, Chaka Khan, Flying Lotus, Thundercat, Mike Muir, Francisco Aguabella, Pan-African Orchestra ou encore Raphael Saadiq.
Son album solo The Epic obtient en 2015 un important succès, atteignant même la troisième place de l'US Billboard Jazz Albums.
Télérama n'hésite pas à l'appeler en 2015 « le saxophoniste des stars du rap américain ». Il participe à l'album RTJ3 du duo rap Run the Jewels, sorti en écoute digitale libre le 24 décembre 2016.
Washington est également présent dans le dernier épisode de la série télévisée américaine Homeland où il joue son propre rôle lors d'un spectacle en direct où la protagoniste de la série, Carrie A. Mathison, est présente dans le public.
Le 25 juin 2020, Washington, Terrace Martin, Robert Glasper et 9th Wonder ont annoncé la formation d'un supergroupe,  Dinner Party. Ils ont sorti un single, Freeze Tag, et leur premier album est sorti le 10 juillet 2020.

## Discographie
Albums
- Live at 5th Street Dick's (2005)
- The Proclamation (2007)
- Light of the World (2008)
- The Epic (2015)
- Harmony of Difference (2017)
- Heaven And Earth (2018)
- Fearless Movement (2024)